# アレクシス (ヘッセン＝フィリップスタール＝バルヒフェルト方伯)
アレクシス・ヴィルヘルム・エルンスト（Alexis Wilhelm Ernst von Hessen-Philippsthal-Barchfeld, 1829年9月13日 - 1905年8月16日）は、ドイツの諸侯家門ヘッセン家の一員で、ヘッセン＝フィリップスタール＝バルヒフェルト方伯家の当主（在位：1854年 - 1905年）。

## 生涯
ヘッセン＝フィリップスタール＝バルヒフェルト方伯カールとその2番目の妻でベントハイム＝シュタインフルト侯ルートヴィヒ・ヴィルヘルムの娘であるゾフィーの間の第3子、三男として生まれ、1854年に方伯家の家督を継いだ。プロイセン軍の形式上の騎兵大将であり、1866年よりカッセル市の市議会（Kommunalstände）議員、また黒鷲勲章の受章者だった。
バルヒフェルト方伯家の属するヘッセン選帝侯国は1866年の普墺戦争の結果、プロイセンに併合された。アレクシスは1880年にヘッセン選帝侯国に所有していた家族世襲財産（Familienfideikommiss）を放棄し、それと引き換えに兄脈のヘッセン＝フィリップスタール方伯家の当主エルンストと共同でフィリップスタール一族の個人財産（Privatfideikommiss）として年金30万マルク、ハーナウ城（Stadtschloss Hanau）、ローテンブルク城（Schloss Rotenburg）およびシェーンフェルト城（Schloss Schönfeld）を与えられた。
アレクシスは1854年6月24日にシャルロッテンブルク宮殿で、プロイセン王子カールの娘ルイーゼと結婚した。夫妻の間に子供は無く、ヘッセン選帝侯の領邦教会首長としての権能により（„kraft oberbischöflicher Gewalt durch landesherrlichen Ausspruch des Kurfürsten von Hessen“ ）、1861年3月6日に2人の離婚が宣言された。家督は弟ヴィルヘルムの息子クロートヴィヒが引き継いだ。